# Cybaeodamus
Cybaeodamus is een geslacht van spinnen uit de familie mierenjagers (Zodariidae).

## Soorten
Het geslacht kent de volgende soorten:
- Cybaeodamus enigmaticus (Mello-Leitão, 1939)
- Cybaeodamus lycosoides (Nicolet, 1849)
- Cybaeodamus nigrovittatus Mello-Leitão, 1941
- Cybaeodamus ornatus Mello-Leitão, 1938
- Cybaeodamus pallidus (Mello-Leitão, 1943)
- Cybaeodamus rastellifer (Mello-Leitão, 1940)
- Cybaeodamus scottae Mello-Leitão, 1941